# Yubisaki to Renren
Yubisaki to Renren (japonês: ゆびさきと恋々, bra: Um Sinal de Afeto; prt: Sinais de Afeto), também conhecido pelo titulo em inglês A Sign of Affection, é uma série de mangá shōjo escrita e ilustrada pelo duo de mangakás suu Morishita (Hibi Chouchou e Short Cake Cake). Começou a ser publicado em julho de 2019 pela revista Dessert da Kodansha. Atualmente a obra conta com 12 volumes tankōbon publicados. Uma adaptação do mangá foi feita para televisão em forma de anime pela Ajia-do Animation Works e estreou em janeiro de 2024.

## Sinopse
Yuki é uma típica estudante universitária que nasceu surda. Ela ama estar perto dos seus amigos, redes sociais e fazer compras. Certo dia, ela recebe ajuda de Itsuomi, um estudante da mesma universidade que ela, enquanto estava no metrô. A partir daí, nasce uma amizade entre eles que se torna cada vez mais especial. "Neste dia, Yuki sentiu o seu mundo mudar".

## Lista de Volumes
| N.º | Original                | Original          | Português                                     | Português                           |
| N.º | Data de lançamento      | ISBN              | Data de lançamento                            | ISBN                                |
| --- | ----------------------- | ----------------- | --------------------------------------------- | ----------------------------------- |
| 1   | 13 de dezembro de 2019  | 978-4-06-518062-4 | - BR 29 de maio de 2024 - PT Março de 2025    | 978-85-8362-546-9 978-989-583-398-6 |
| 2   | 13 de maio de 2020      | 978-4-06-519501-7 | - BR 5 de novembro de 2024 - PT Abril de 2025 | 978-85-8362-697-8 978-989-583-399-3 |
| 3   | 13 de outubro de 2020   | 978-4-06-520971-4 | - BR 10 de janeiro de 2025 - PT Julho de 2025 | 978-85-8362-689-3 978-989-583-400-6 |
| 4   | 12 de março de 2021     | 978-4-06-522634-6 | - BR 14 de março de 2025                      | 978-85-8362-679-4                   |
| 5   | 13 de setembro de 2021  | 978-4-06-524820-1 | - BR 20 de maio de 2025                       | 978-85-8362-671-8                   |
| 6   | 11 de março de 2022     | 978-4-06-527138-4 | —                                             | —                                   |
| 7   | 13 de setembro de 2022  | 978-4-06-529176-4 | —                                             | —                                   |
| 8   | 13 de fevereiro de 2023 | 978-4-06-530723-6 | —                                             | —                                   |
| 9   | 13 de julho de 2023     | 978-4-06-531847-8 | —                                             | —                                   |
| 10  | 13 de dezembro de 2023  | 978-4-06-534044-8 | —                                             | —                                   |
| 11  | 11 de julho de 2024     | 978-4-06-536193-1 | —                                             | —                                   |
| 12  | 13 de fevereiro de 2025 | 978-4-06-538493-0 | —                                             | —                                   |